# Attonda pallens
Attonda pallens là một loài bướm đêm trong họ Noctuidae.